# Михайлов Володимир Ігорович
Володи́мир І́горович Миха́йлов (4 січня 1989, м. Гродно, СРСР) — білоруський хокеїст, нападник. Виступає за «Німан» у Білоруській Екстралізі. Кандидат у майстри спорту.
Вихованець хокейної школи «Німан» (Гродно). Виступав за ХК «Гомель», «Шинник» (Бобруйськ), «Керамін» (Мінськ), «Динамо» (Мінськ), «Шахтар» (Солігорськ).
У складі молодіжної збірної Білорусі учасник чемпіонатів світу 2008 (дивізіон I) і 2008 (дивізіон I). У складі юніорської збірної Білорусі учасник чемпіонатів світу 2006 і 2007 (дивізіон I).
Срібний призер чемпіонату Білорусі (2010).